# Bertha Valerius

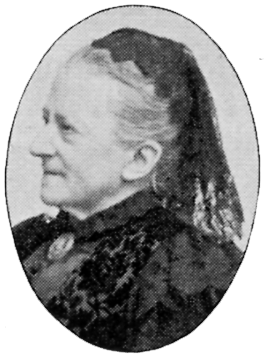
Ritratto di Bertha Valerius

Bertha Valerius, nata Aurora Valeria Albertina Valerius (Stoccolma, 21 gennaio 1824 – Stoccolma, 24 marzo 1895), è stata una pittrice e fotografa svedese.

## Biografia
Bertha era figlia del cancelliere e membro dell'Accademia svedese Johan David Valerius e di Kristina Aurora Ingell. La sorella di Bertha era la cantante e pittrice Adelaïde che aveva sposato il barone Axel Reinhold Leuhusen.
Nel 1849 si iscrisse alla Reale Accademia delle Belle Arti dove poté, grazie ad una borsa di studio, viaggiare e studiare a Düsseldorf, Dresda e Parigi, intraprendendo la carriera di ritrattista ed esponendo, al suo ritorno in Svezia all'Accademia.
Nell'autunno del 1860 ebbe l'opportunità di accompagnare la sorella Adelaïde e la cantante lirica Christina Nilsson a Parigi. Fu proprio durante questo secondo viaggio nella capitale francese che apprese le tecniche fotografiche e al suo ritorno a Stoccolma aprì un suo studio nel 1862, diventando una quotata fotografa svedese.
Infatti due anni dopo fu ufficialmente nominata ritrattista della Corte Reale per la quale realizzò 120 carte de visite. Chiuse l'attività attorno al 1880 e il suo studio fu rilevato dalla fotografa Selma Jacobsson, che diventerà fotografa della Corte nel 1899.
Nel corso della sua vita è stata dedita alla beneficenza e ha donato le sue opere alla Biblioteca dell'Università di Uppsala, all'Accademia reale svedese delle scienze e al Museo Linköping.

## Onorificenze
Diploma d'onore alla prima Esposizione industriale generale del 1866 a Stoccolma. Fu la prima esposizione artistica internazionale sul modello di quelle europee a cui presero parte espositori di Svezia, Danimarca, Finlandia e Norvegia.